# Noorwegen op het Eurovisiesongfestival 1991
Noorwegen nam deel aan het Eurovisiesongfestival 1991 in Rome (Italië). Het was de 31ste keer dat Noorwegen deelnam aan het Eurovisiesongfestival. NRK was verantwoordelijk voor de Noorse bijdrage voor de editie van 1991.

## Selectie procedure
Voor de eerste keer sinds dat Noorwegen deelnam aan het festival, koos men ervoor om een interne selectie te organiseren.
Uiteindelijk koos men voor de groep Mrs. Thompson met het lied Just 4 fun.

## In Rome
In Italië moest Noorwegen optreden als veertiende, na Denemarken en voor Israël. Na de stemming bleek dat Noorwegen de 17de plaats had gegrepen met 14 punten.
België had geen punten over voor deze inzending en Nederland deed niet mee in 1991.

### Gekregen punten

#### Finale
| 12 punten | 10 punten   | 8 punten | 7 punten     | 6 punten              |
| --------- | ----------- | -------- | ------------ | --------------------- |
|           |             |          |              | - IJsland             |
| 5 punten  | 4 punten    | 3 punten | 2 punten     | 1 punt                |
|           | - Duitsland |          | - Denemarken | - Luxemburg - Turkije |

### Punten gegeven door Noorwegen

#### Finale
Punten gegeven in de finale:
| 12 punten | Frankrijk   |
| 10 punten | Italië      |
| 8 punten  | Zweden      |
| 7 punten  | Israël      |
| 6 punten  | Malta       |
| 5 punten  | Denemarken  |
| 4 punten  | Spanje      |
| 3 punten  | Zwitserland |
| 2 punten  | Portugal    |
| 1 punt    | Griekenland |

1960 · 1961 · 1962 · 1963 · 1964 · 1965 · 1966 · 1967 · 1968 · 1969 · 1970 · 1971 · 1972 · 1973 · 1974 · 1975 · 1976 · 1977 · 1978 · 1979 · 1980 · 1981 · 1982 · 1983 · 1984 · 1985 · 1986 · 1987 · 1988 · 1989 · 1990 · 1991 · 1992 · 1993 · 1994 · 1995 · 1996 · 1997 · 1998 · 1999 · 2000 · 2001 · 2002 · 2003 · 2004 · 2005 · 2006 · 2007 · 2008 · 2009 · 2010 · 2011 · 2012 · 2013 · 2014 · 2015 · 2016 · 2017 · 2018 · 2019 · 2020 · 2021 · 2022 · 2023 · 2024 · 2025